# Paulinowo (powiat makowski)
Paulinowo – wieś sołecka w Polsce, w województwie mazowieckim, w powiecie makowskim, w gminie Różan.
Do 30 grudnia 1959 w granicach Różana. Następnie do 31 grudnia 2023 miejscowość była częścią wsi Dzbądz.